# Frascati Tokamak Upgrade
O Frascati Tokamak Upgrade é um tokamak operando em Frascati, Itália. Construído no experimento Frascati Tokamak, FTU é um tokamak compacto com alto campo magnético] (Bθ = 8 T). Ele começou as operações em 1990 e tem atingido metas de operação de 1,6MA e 8 T, além de densidade de elétrons maiores que 4×1020 por metro cúbico.
A seção poloidal do FTU é circular, com um limitador.
| Raio maior          | 0.935 m  |
| Raio menor          | 0.30 m   |
| campo magnético     | < 8 T    |
| corrente de plasma  | < 1.6 MA |
| duração da descarga | 1.7 s    |